# Hjalmar Branting
Karl Hjalmar Branting (født 23. november 1860 i Stockholm, død 24. februar 1925 sammen sted) var en svensk socialdemokratisk politiker og rigsdagsmand, der var Sveriges statsminister i tre perioder: 1920, 1921-1923 og 1924-1925.
Branting var, sammen med August Palm og Axel Danielsson, grundlægger og leder af Sveriges socialdemokratiska arbetareparti i 1889. Han blev Sveriges første demokratisk valgte statsminister. 
I 1921 fik Branting Nobels fredspris. 
- Hjalmar Branting
- Hjalmar Branting, malet af Richard Bergh